# Яковлево (муниципальный округ Егорьевск)
Я́ковлево — деревня в муниципальном округе Егорьевск Московской области России.

## География
Деревня Яковлево расположена в северо-восточной части муниципального округа Егорьевск, примерно в 10 километрах к северо-востоку от города Егорьевск. В 800 метров к юго-западу от деревни протекает река Цна. Высота над уровнем моря 135 метров.

## Название
В письменных источниках упоминается как починок Бурлов (1554 год), позднее Яковлево.
Название Бурлов связано с некалендарным личным именем Бурло. Более позднее наименование происходит от имени жителя деревни Ортемки Якушова, упоминаемого в писцовой книге 1554 года, Якуш разговорная форма от имени Яков.

## История
До отмены крепостного права жители деревни относились к разряду государственных крестьян. После 1861 года деревня вошла в состав Поминовской волости Егорьевского уезда. Приход находился в селе Ново-Егорьевское.
В 1926 году деревня входила в Мартыновский сельсовет Поминовской волости Егорьевского уезда.
До 1994 года Яковлево входило в состав Саввинского сельсовета Егорьевского района, а в 1994—2006 годы — Саввинского сельского округа.
Входит в состав сельского поселения Саввинское.

## Демография
В 1885 году в деревне проживало 330 человек, в 1905 году — 363 человека (175 мужчин, 188 женщин), в 1926 году — 168 человек (76 мужчин, 92 женщины). По переписи 2002 года — 29 человек (15 мужчин, 14 женщин). Население — 38 человек (2010).
| 1859 | 1868 | 1885 | 1905 | 1926 | 2002 | 2006 |
| ---- | ---- | ---- | ---- | ---- | ---- | ---- |
| 267  | ↗270 | ↗330 | ↗363 | ↘168 | ↘29  | ↗30  |
| 2010 |      |      |      |      |      |      |
| ↗38  |      |      |      |      |      |      |